# Nécropole nationale de Villy-La Ferté
De Nécropole nationale de Villy-La Ferté is een begraafplaats met 108 Franse soldaten in de Frans gemeente Villy in het departement Ardennes in de regio Grand Est. De slachtoffers kwamen om tijdens de Slag om Frankrijk in het begin van de Tweede Wereldoorlog.